# ザ・フレーミング・リップス
ザ・フレーミング・リップス（The Flaming Lips）はアメリカ合衆国のロックバンド。ライブスタイルが非常に独特で、幻想的かつ、エンターテイメント性の高いパフォーマンスを繰り広げる。
1983年からオクラホマ州オクラホマシティにて活動開始。1985年に自ら立ち上げたレーベルであるLovely Sorts of Deathよりセルフ・タイトルEPである『The Flaming Lips』をリリースしデビュー。以後、数枚のスタジオ・アルバムやEPを1990年代初頭までリリースしている。1992年にワーナー・レコードと契約しメジャー・デビュー。1993年にリリースしたシングル「She Don't Use Jelly」がヒットした。その後、4枚同時再生の実験アルバム『Zaireeka』などを発表したあと、アルバム『ザ・ソフト・ブレティン』（1999年）で評価を大きく高め、続くアルバム『ヨシミ・バトルズ・ザ・ピンク・ロボッツ』（2002年）の成功で実力派バンドとしての地位を確固たるものにする。グラミー賞には計6回ノミネート、うち3回受賞を果たしている。

## 来歴

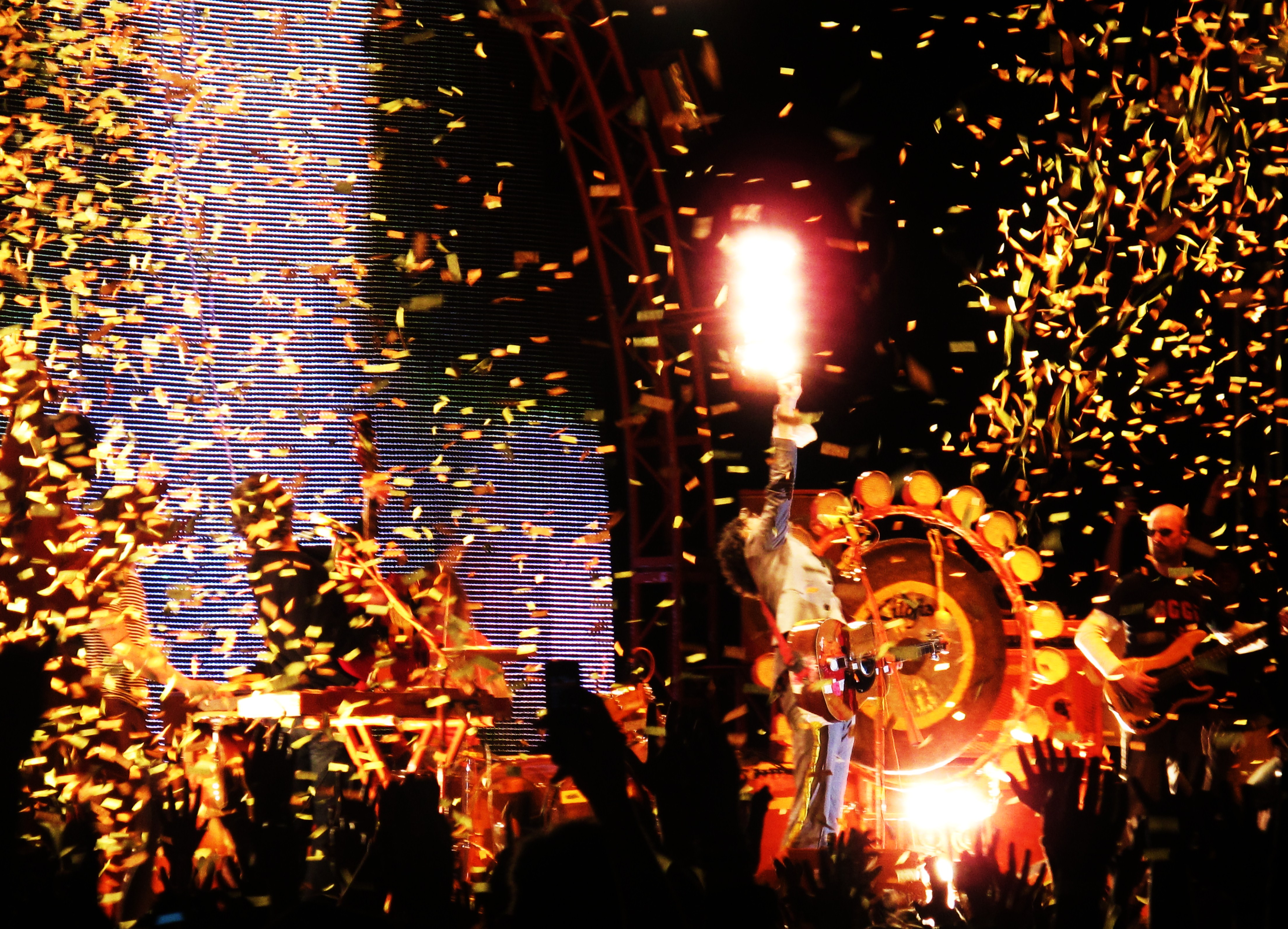
ライブでのバンド（2010年）

1983年、オクラホマシティにてギター担当のウェイン・コインと弟であるボーカル担当のマーク・コイン、ベース担当のマイケル・アイヴァンス、ドラム担当のデイヴ・コストカが中心となって結成し活動を開始。その後、コストカが脱退し1984年にドラムス担当としてリチャード・イングリッシュが加わる。このメンバーでレコーディングを開始しEP『The Flaming Lips』をリリースした。
1986年8月22日、ファースト・アルバム『Hear It Is』をRestless RecordsとEnigma Recordsからリリース。
1987年11月1日、セカンド・アルバム『Oh My Gawd!!!』をリリース。
1989年2月17日、サード・アルバム『Telepathic Surgery』をリリース。
1990年9月12日、アルバム『In a Priest Driven Ambulance』をRestless Recordsとシティ・スラングからリリース。
1992年8月11日、アルバム『ヒット・トゥ・デス・イン・ザ・フューチャー・ヘッド』をワーナー・レコードからリリース。これがメジャー・デビューとなった。
1993年6月22日、アルバム『トランスミッションズ・フロム・ザ・サテライト・ハート』をリリース。収録曲「She Don't Use Jelly」がヒットし、Billboard Hot 100にチャートインした。
1995年9月19日、アルバム『クラウズ・テイスト・メタリック』をリリース。
1997年2月28日、4枚同時再生の実験アルバム『Zaireeka』をリリース。
1999年6月22日、アルバム『ザ・ソフト・ブレティン』をリリース、批評家から高い評価を受けた。イギリスではゴールドディスクに認定された。
2002年7月16日、アルバム『ヨシミ・バトルズ・ザ・ピンク・ロボッツ』をリリース。前作に続き高い評価を受け、イギリスでプラチナディスク、アメリカでゴールドディスクに認定された。

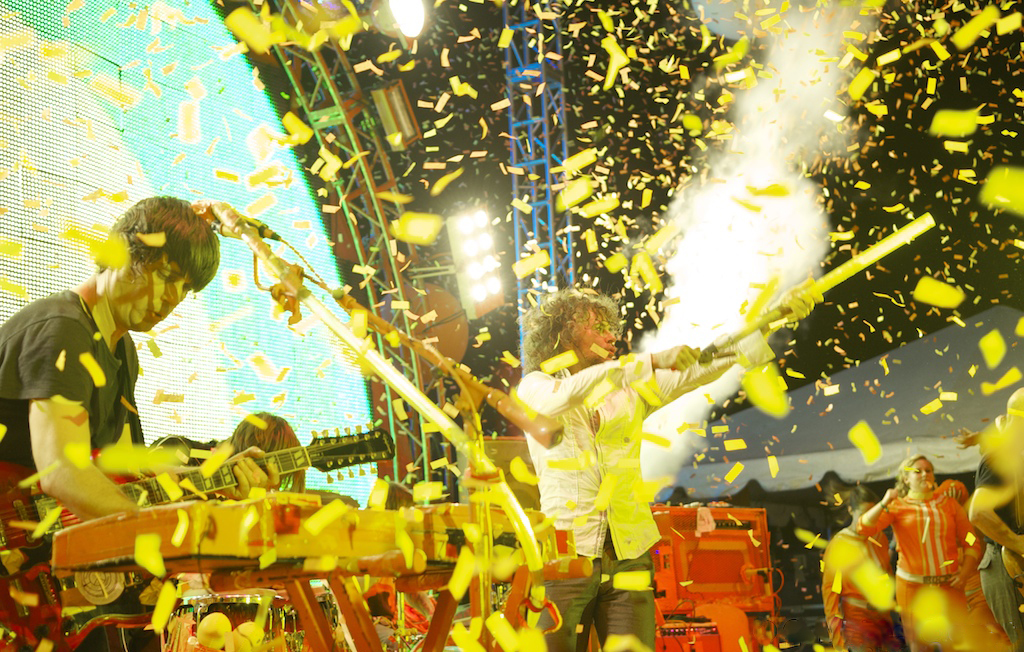
ライブでのバンド（2011年）

2006年4月4日、アルバム『アット・ウォー・ウィズ・ザ・ミスティックス (神秘主義者との交戦)』をリリース。第49回グラミー賞では最優秀オルタナティヴ・アルバム賞にノミネート、最優秀エンジニア・アルバム賞を受賞、楽曲「The Wizard Turns On...」が最優秀ロック・インストゥルメンタル・パフォーマンス賞を受賞した。
2009年10月13日、アルバム『エンブリオニック』をリリース。
2013年4月1日、アルバム『ザ・テラー』をリリース。
2017年1月13日、アルバム『オクシィ・ムロディ』をリリース。
2019年7月19日、アルバム『King's Mouth』をリリース。
2020年9月11日、アルバム『American Head』をリリースする。

## メンバー
- ウェイン・コイン（Wayne Coyne、1961年1月13日 - ） - ボーカル、ギター、キーボード、テルミン（1983年–）
- スティーブン・ドローズ（Steven Drozd、1969年6月11日 - ） - ドラムス、ギター、パーカッション、キーボード、ボーカル（1991年–）
- デレク・ブラウン（Derek Brown） - ギター、キーボード、パーカッション、コーラス（2009年–）
- マット・カークシー（Matt Kirksey） - ドラムス、パーカッション、キーボード、バッキング・ボーカル（2014年-）
- ニコラス・レイ（Nicholas Ley） - パーカッション、ドラムス、サンプラー（2014年-）
- ミカ・ネルソン（Micah Nelson） - ベース、キーボード、バッキング・ボーカル（2021年–）

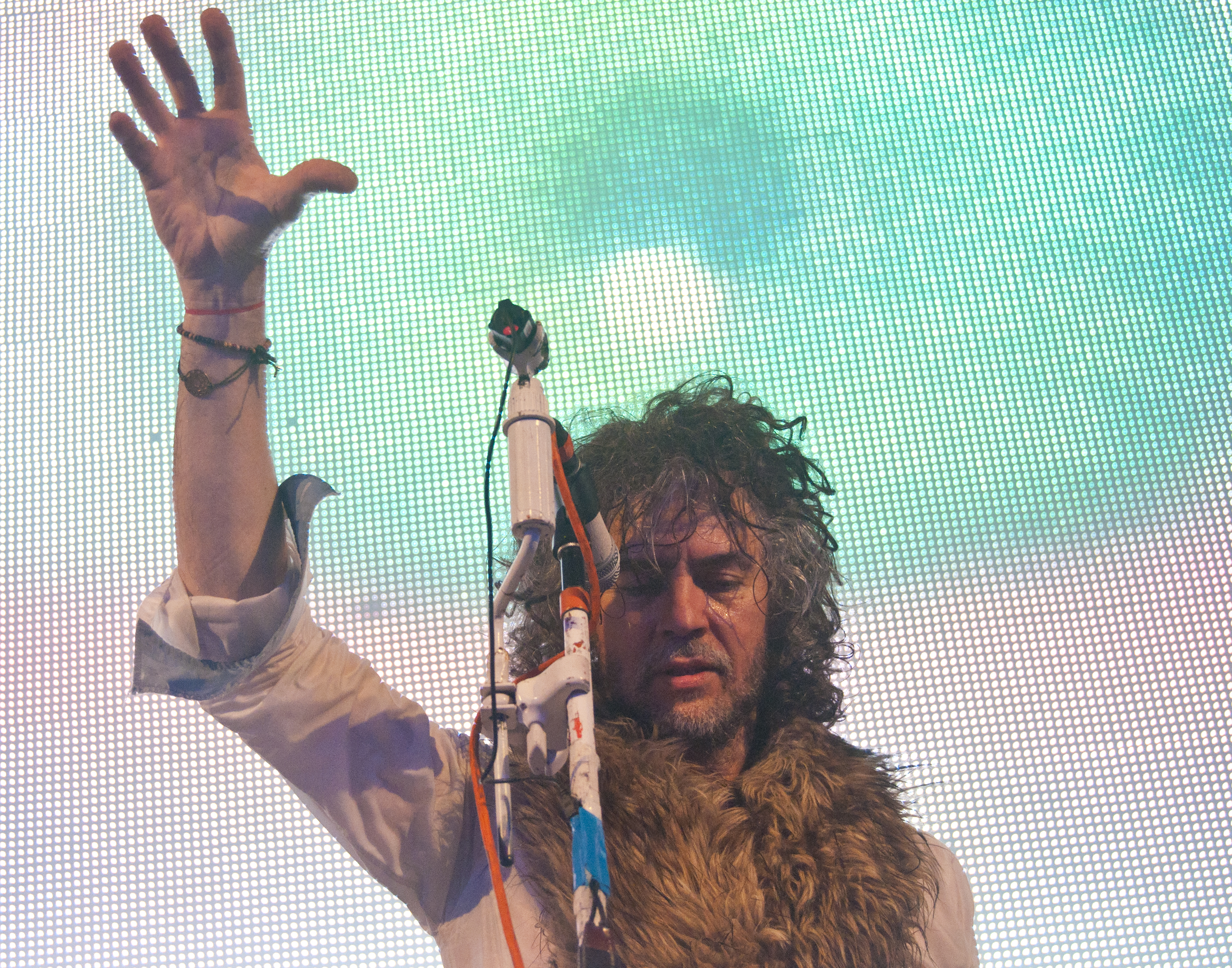
ウェイン・コイン（ボーカル・ギター）
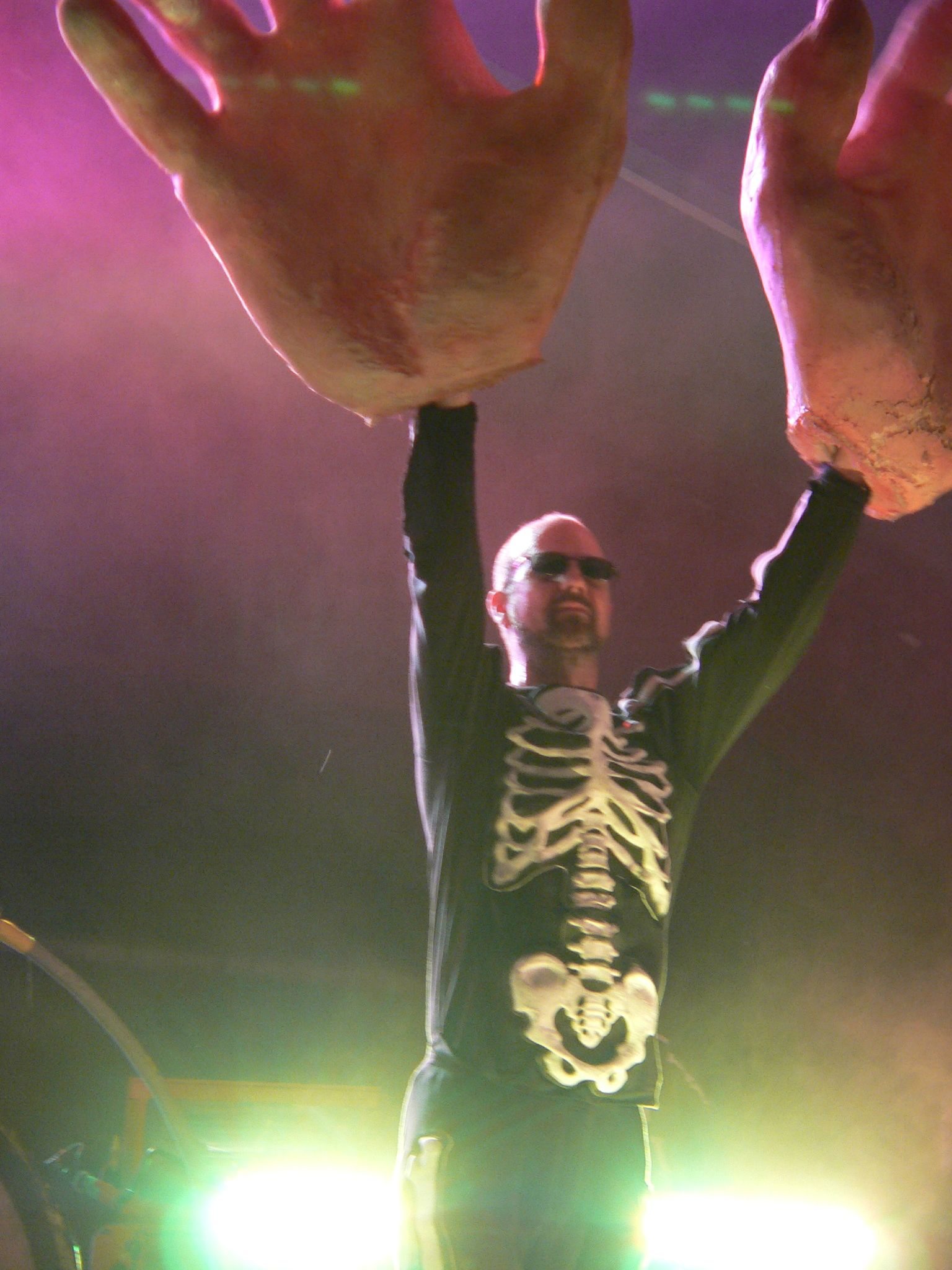
マイケル・アイヴァンス（ベース）
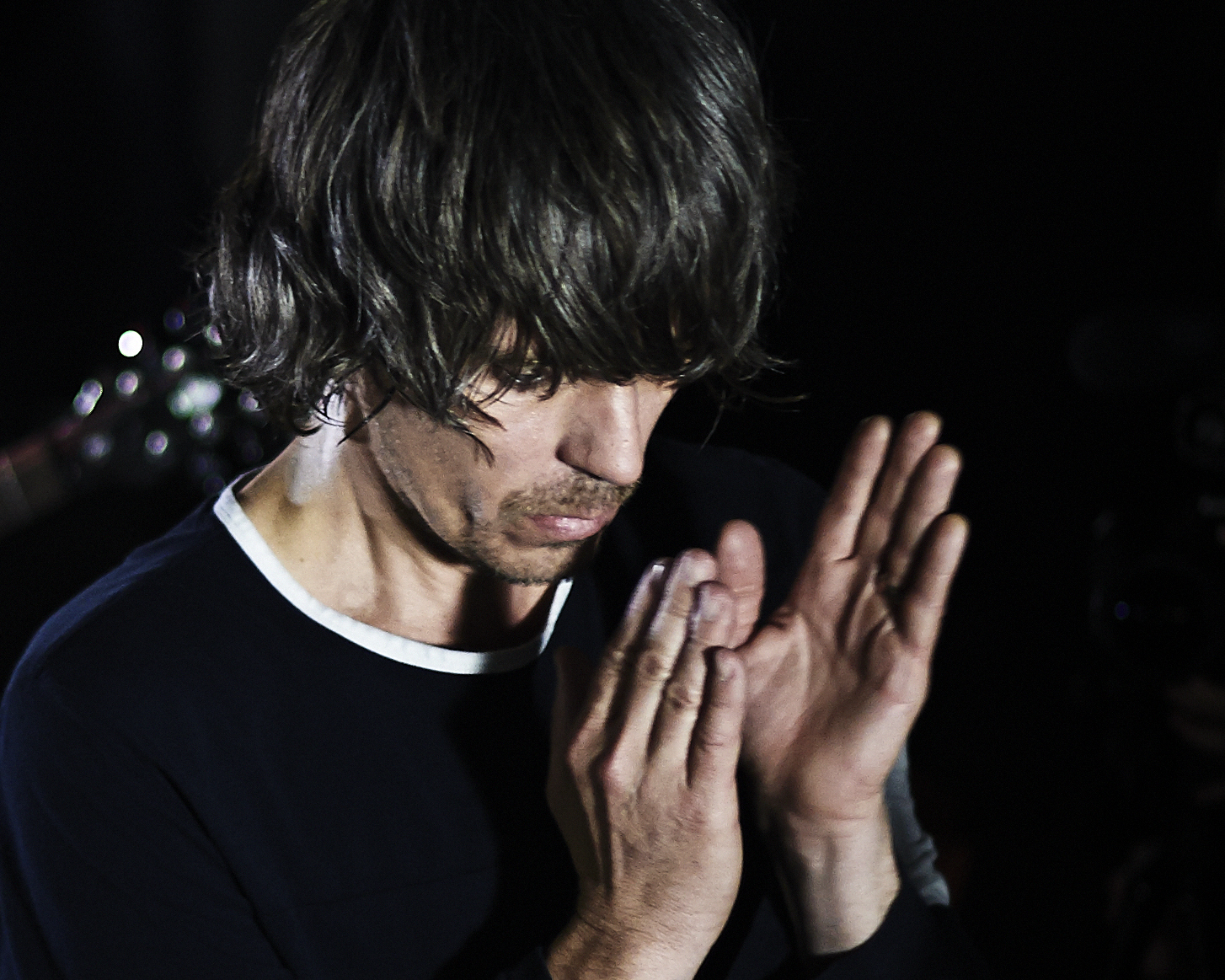
スティーブン・ドローズ（ドラムス）

### 旧メンバー
- マーク・コイン（Mark Coyne） - ボーカル（1983年–1985年）
- デイヴ・コスタカ（Dave Kostka）- ドラムス（1983年–1984年）
- リチャード・イングリッシュ（Richard English） - ドラムス、ピアノ、ボーカル（1984年–1988年）
- ネイザン・ロバーツ（Nathan Roberts） - ドラムス（1988年–1991年）
- ジョナサン・ドナヒュー（Jonathan Donahue、1966年5月6日 - ） - ギター（1988年–1991年）
- ジョン・ムーニハム（John Mooneyham） - ギター（1991年の1ヶ月間のみ）
- ロナルド・ジョーンズ（Ronald Jones） - ギター（1991年–1996年）
- クリフ・スカーロック（Kliph Scurlock、1973年6月16日 - ） - ドラムス、パーカッション（2002年–2014年）当初ライブサポートとして参加、2009年に正式加入
- ジェイク・インガルズ（Jake Ingalls） - キーボード、ギター（2013–2021）
- マイケル・アイヴァンス（Michael Ivins、1963年3月17日 - ） - ベース、キーボード、ボーカル（1983年–2021年）

### サポートメンバー
- レイ・スエン（Ray Suen） - パーカッション、バイオリン、ハープ、キーボード（2009年–2012年）

## ディスコグラフィ

### スタジオ・アルバム
- Hear It Is (1986年)
- Oh My Gawd!!! (1987年)
- Telepathic Surgery (1989年)
- In a Priest Driven Ambulance (1990年)
- 『ヒット・トゥ・デス・イン・ザ・フューチャー・ヘッド』 - Hit to Death in the Future Head (1992年)
- 『トランスミッションズ・フロム・ザ・サテライト・ハート』 - Transmissions from the Satellite Heart (1993年)
- 『クラウズ・テイスト・メタリック』 - Clouds Taste Metallic (1995年)
- Zaireeka (1997年)
- 『ザ・ソフト・ブレティン』 - The Soft Bulletin (1999年)
- 『ヨシミ・バトルズ・ザ・ピンク・ロボッツ』 - Yoshimi Battles the Pink Robots (2002年)
- 『アット・ウォー・ウィズ・ザ・ミスティックス (神秘主義者との交戦)』 - At War with the Mystics (2006年)
- Once Beyond Hopelessness (2008年)
- 『エンブリオニック』 - Embryonic (2009年)
- The Flaming Lips and Stardeath and White Dwarfs with Henry Rollins and Peaches Doing The Dark Side of the Moon (2009年)
- 『ザ・フレーミング・リップスと愉快な仲間たち』 - The Flaming Lips and Heady Fwends (2012年)
- 『ザ・テラー』 - The Terror (2013年)
- The Time Has Come to Shoot You Down... What a Sound (2013年)
- With a Little Help from My Fwends (2014年)
- Atlas Eets Christmas (2014年)
- 『オクシィ・ムロディ』 - Oczy Mlody (2017年)
- King's Mouth (2019年)
- American Head (2020年)

### EP
- The Flaming Lips (1984年)
- Unconsciously Screamin' (1990年)
- Yeah, I Know It's a Drag... But Wastin' Pigs Is Still Radical (1991年)
- Due to High Expectations... the Flaming Lips Are Providing Needles for Your Balloons (1994年)
- The Southern Oklahoma Cosmic Trigger Contest (2001年)
- 『ファイト・テスト』 - Fight Test (2003年)
- Ego Tripping at the Gates of Hell (2003年)
- Yoshimi Wins! (Live Radio Sessions) (2005年)
- It Overtakes Me (2006年)
- Paranoia and Peace (2013年) ※with Tame Impala
- Peace Sword (2013年)

### コンピレーション・アルバム
- 『1984-1990』 - A Collection of Songs Representing an Enthusiasm for Recording...By Amateurs (1998年)
- 『コンプリート 1983-1988』 - Finally the Punk Rockers Are Taking Acid (2002年)
- 『コンプリート 1989-1991』 - The Day They Shot a Hole in the Jesus Egg (2002年)
- Shambolic Birth and Early Life Of (2002年)
- Late Night Tales: The Flaming Lips (2005年)
- 20 Years of Weird: Flaming Lips 1986–2006 (2006年)
- iTunes Originals – The Flaming Lips (2007年)
- Heady Nuggs: The First Five Warner Bros. Records 1992-2002 (2011年)
- Heady Nuggs: 20 Years After Clouds Taste Metallic 1994–1997 (2015年)
- Greatest Hits, Vol. 1 (2018年)
- Scratching the Door: The First Recordings of the Flaming Lips (2018年)
- Seeing the Unseeable: The Complete Studio Recordings of the Flaming Lips 1986–1990 (2018年)